# Arietellus indicus
Arietellus indicus is een eenoogkreeftjessoort uit de familie van de Arietellidae. De wetenschappelijke naam van de soort is voor het eerst geldig gepubliceerd in 1995 door Heinrich.